# Lupka Dżundewa
Lupka Arsowa-Dżundewa (maced. Љупка Арсова – Џундева) (ur. 7 października 1934 w Skopju, zm. 7 grudnia 2018 tamże) – jugosłowiańska i macedońska aktorka teatralna i filmowa.

## Życiorys
Ukończyła Państwową Szkołę Teatralną w Skopju i w 1951 stała się członkiem Macedońskiego Teatru Narodowego, gdzie pracowała do emerytury w 1990.  Występowała w sztukach klasycznych i współczesnych dramatopisarzy.  Była członkiem Rady Teatralnej i Rady Artystycznej Dramatu Macedońskiego Teatru Narodowego. W 1952 zagrała w pierwszym macedońskim filmie Frosina w reżyserii Vojislava Nanovicia.
Otrzymała nagrodę 11 października (11 Октомври) za całokształt twórczości, a także  nagrodę Wojdan Czernodrinski (Войдан Чернодрински) i nagrodę 13 listopada (13 Ноември) miasta Skopje. Za osiągnięci artystyczne otrzymała także nagrodę przyznawaną przez JRT (Jugoslovenska radio-televizija).
Wyszła za mąż za Petara Dżundewa (Петар Џундев) z którym miała dwóch synów, Gorana (1954-1994) i Igora (1963).

## Filmografia
- 1952: Frosina
- 1961: Mirno leto
- 1967: Makedonska krvava svadba
- 1967: Pustina
- 1968: Stotiot cekor
- 1968: Ludiot i kalugericata
- 1968: Grdiot Narcis
- 1969: Itrata vdovica
- 1969: Sveknik
- 1969: Volsebniot voz
- 1970: Balada za orkanata
- 1970: Sliki na drvo
- 1971: Precek
- 1971: Delba
- 1975: Volsebnoto samarce
- 1975: Suti i rogati
- 1980: Olovna brigada
- 1980: Dvojka
- 1982: Ilinden
- 1987: Treto doba
- 1992: Wreme, żiwot
- 1997: Gypsy Magic
- 1997: Svetlini i boi
- 2000: Pogresno wreme
- 2000: Multilevel
- 2006: Most
- 2012: Bardo
- 2015: Makedonski narodni prikazni
- 2016: Złatna petorka